# Кухня греків Надазов'я
Кухня греків Надазов'я — етнічна кухня греків Надазов'я, що успадкувала риси різних цивілізацій і невід'ємна від історії народів Балкан, Малої Азії, Криму і Надазов'я.
У традиційній грецькій кухні найпоширенішими є м'ясні, круп'яні, молочні страви і вироби з борошна. Національна кухня маріупольських греків починається зі страв із сушеного і в'яленого м'яса, відомих у багатьох тюркських народів — турків, ногайців, туркменів, гагаузів, татар, караїмів.
Наявність у національній кухні маріупольських греків страв, характерних як для скотарів — кочівників (молочні та м'ясні страви), так і для землеробів (зернові та овочеві), свідчить про міжетнічну інтеграцію народів Причорномор'я, Середземномор'я та країн Близького Сходу. Традиційні страви греків сформувалися в Криму і здебільшого мають тюркську основу. Ці явища засвідчують етнокультурні контакти греків на різних етапах їхньої етнічної історії.
Система харчування свідчить про стійкість одного з найважливіших елементів традиційної матеріальної культури — їжі, не зважаючи на запозичення і впливи інших сусідніх народів. З усією упевненістю можна сказати, що їжа маріупольських греків є важливим етнодиференційним елементом і репрезентує інтерес для дослідників етнічних процесів у Азово-Чорноморському регіоні.

## М'ясні страви
М'ясо було і є основою харчування маріупольських греків. Його використовували сирим, в'яленим, варили і смажили. В наш час сире м'ясо практично не використовується, а в'ялене — в обмежених випадках.
Хаурма і хахач
У XIX столітті найпоширенішою формою заготівлі їжі про запас була хаурма — вид дуже солоної ковбаси з дрібно посіченої баранини, обсмаженої в баранячому салі та в'яленої на сонці. Заготовляли і хахач — баранину, ароматизовану корицею і також в'ялену на відкритому повітрі. Солонина готувалася з баранини і яловичини у великих кадовбах з використанням гніту. Щодо хаурми (грец. καβουρμάς — обсмажене м'ясо, залите салом, тур. kavurmak — піджарка, сушка), то ця страва поширена серед народів Малої Азії, Балкан та Криму — караїмів (кой кавурма), татар (къавурма), кримчаків (кавурма). Таке м'ясо постійно використовували маріупольські греки для приготування перших та інших страв ще у 80-ті роки XIX століття.
В'ялене м'ясо
В'ялене м'ясо до сьогодні має популярність серед сільських жителів грецьких населених пунктів, але має відмінності в назвах. У селі Ялта цю страву називають какаци, в селі Малоянісоль — хахач, у селі Каракуба — хахац, у селі Сартана — какац. Різновид в'яленого м'яса — колбик. Цю страву готують, коли ріжуть свиню. Шлунок свині начиняють солоним, з гострим перцем, фаршем. Потім кладуть під прес і коптять. Аналогічна страва поширена серед українців, але український ковбик обварюють і тушкують у печі, перевертаючи з боку на бік, доки не підсмажиться шкуринка. Ця страва — делікатес, як і тебаб, кебаб — цілком засмажене ягня, начинене рисом зі спеціями, яке смажиться в глибокій сковорідці, герметично закритій і обліпленій товстим шаром тіста. Популярна страва — еріклієт — тушкована баранина з чорносливом.

### Перші страви
Перші страви були і є обов'язковими для сімейного обіду: м'ясні, круп'яні, з локшиною, з галушками, молочні та солодкі. Найпопулярніша шурпа, сюрпа — бульйон з баранини з великою кількістю спецій, причому м'ясо подається на великих блюдах, а бульйон — у чашках. Страва і сьогодні поширена серед урумів та румеїв як у свята, так і в будні. Юшки — сюрпа, шорба, шорбаси, чорба (від тур. çorba — юшка) — характерна страва для народів кримсько-малоазійського та кавказького регіонів. У наш час значного поширення набрав борщ. Однак після сюрпи найпопулярніша юшка з локшиною.

## Вироби з борошна
Усі вироби з борошна, поширені серед маріупольських греків, можна розділити на прісні, дріжджові і листкові.

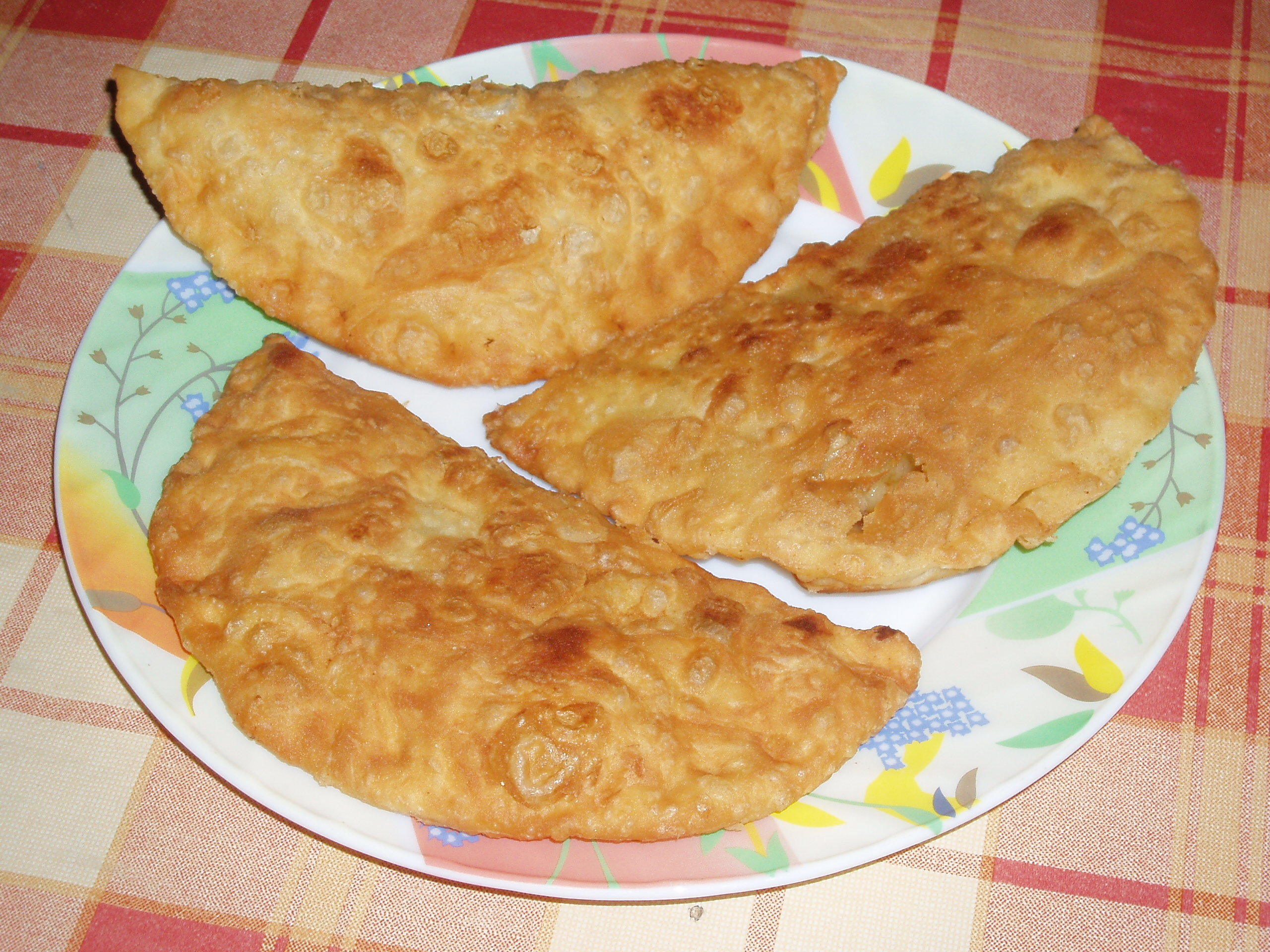
Чебуреки

Найпопулярніша страва — чебуреки (чир-чири), пундія (рум.) (Ялта), янтух (Мангуш), таваш (Старий Крим) (від турец. tava — смажений на сковороді) — прісне, тонко розкачане тісто з м'ясним фаршем. Традиційно використовувалася виключно баранина, яка дрібно сіклася двома ножами навхрест. Ці вироби смажилися тільки на баранячому жирі. Назву чир-чир у Великому Янісолі пояснюють таким чином: коли чебурек кладуть у киплячий жир, він тоне і при цьому видає звук, схожий на «чир-чир».
Щодо походження страви чебурек (від тур. börek — пиріжок), то вона була поширена в багатьох завойованих державах Османської імперії, а також у Кримському ханстві, звідкіля маріупольські греки привезли її до Надазов'я. Серед татар Криму на початку XX століття вона називалася чирбурек. Кулінарні технології турецької кухні, зокрема широке використання рубаного м'яса, запозичені не тільки народами Криму (татар. чирчир-бурек), а також народами Алжиру, Тунісу, Лівії, де турецький чебурек перетворився в брік, бурек та бріут. На сьогоднішній день чебуреки поширені серед народів Криму, Малої Азії, Північної Африки (арабський Магриб).

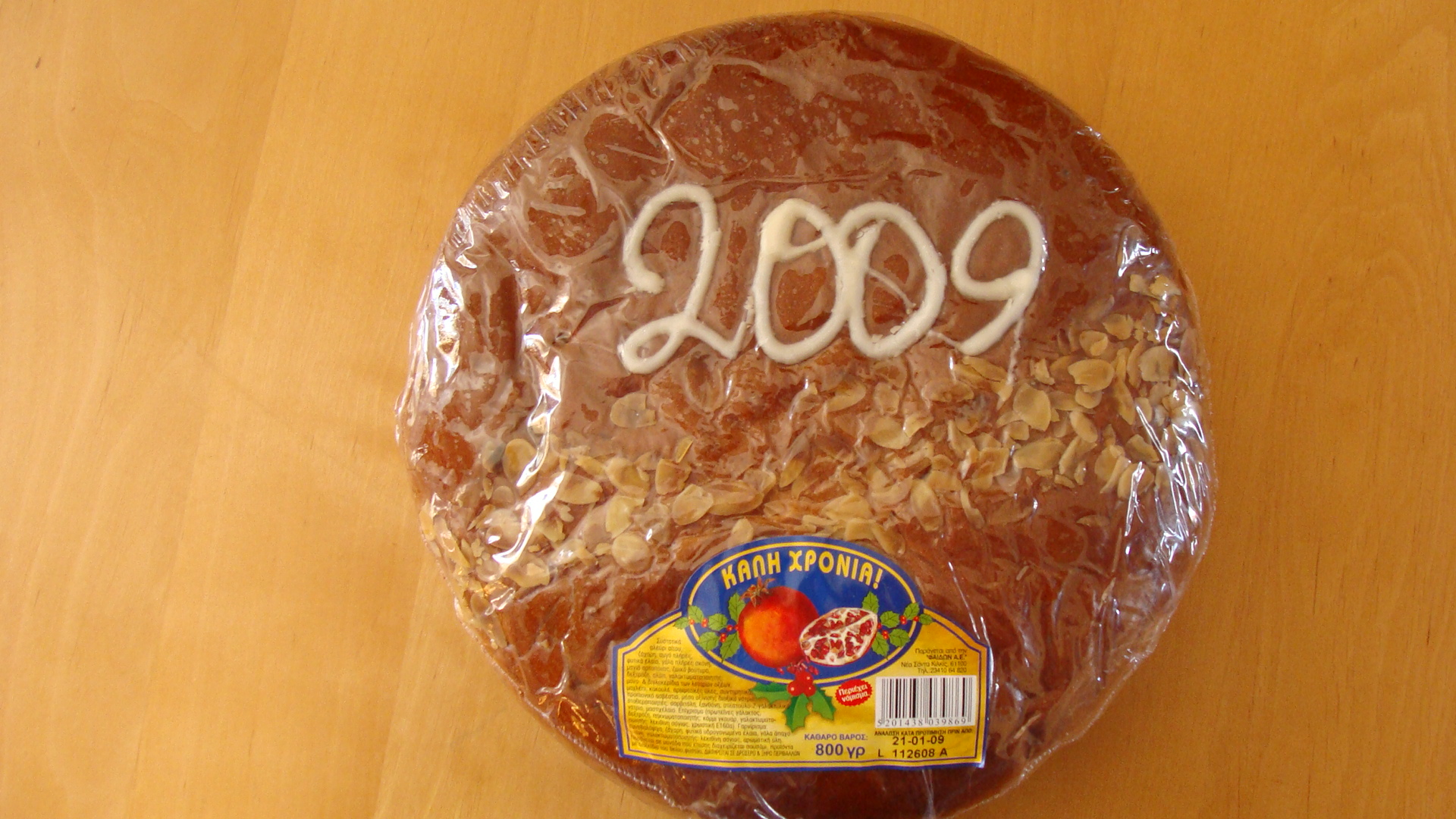
Василопіта

Найдавніша страва — піта (грец. πίτα — пиріг) — прісні пшеничні коржі або пиріг без начинки. Під такою назвою страва відома в урумських та румейських селах як новорічний пиріг з монетою — василопіта (рум., грец. Βασιλόπηττα — новорічний пиріг), ахчапита (урум. арча — гроші, пита — пиріг). Дослідники XIX століття вказують на «святкову страву пита — пиріг з начинкою з баранини або курки з рисом, приправленою перцем і сіллю». Слід зазначити, що піта поширена як серед балканських греків, а також серед тюркських народів Передньої і Середньої Азії .
Серед греків Надазов'я побутує багато варіантів локальних назв локшини: лавша, лахша, маєрма (рум.), тумац, юрюште, ахчажик, ахчачик (урум.) та рецептів приготування: тирма (урум.) — молочна юшка з яйцем та тістом, татлаш (рум.) — солодкий суп з родзинками і горіхами). Маєрму в румейських селах готують з яйцем, сиром і цибулею. Поширена серед еллінофонів і гліко маєрма ме та вишня — солодка локшина на вишневому відварі, яка готується переважно влітку, стегно маєрма-суха — локшина з сиром, лахшаджіх — смажена локшина для юшки, ахчачих — локшина, нарізана квадратиками. У надазовській Ялта готують лапшівник: у кипляче молоко кладуть домашню локшину, цукор. Окремо збивають 25 яєць, потім разом з вершковим маслом і родзинками запікають у духовці. Запіканки з локшини поширені у багатьох народів, як тюркських так і слов'янських.
Під час польових досліджень на Маріупольщині інформатори часто згадують страву хашитья, хашихья, хаш-х-аши — різновид маленьких пельменів. Їх ще називають вушка. Готують їх із прісного тіста з м'ясним фаршем. Вживають зі смаженою цибулею та домашнім ар'яном. Інформатор М. Хорош (c. Великий Янісоль) розповідала, що на початку XX століття майбутня наречена цією стравою обов'язково пригощала свого судженого. Вона повинна була показати, що є доброю господинею. Для цього тонко розкачувала тісто і наперстком робила кружальця для хахаш. В смт Старий Крим ця страва називається хаш — хаш і вариться на бульйоні. Щодо етимології назви страви, то вона пов'язана з урумським терміном аш, що означає рідку страву або юшку.

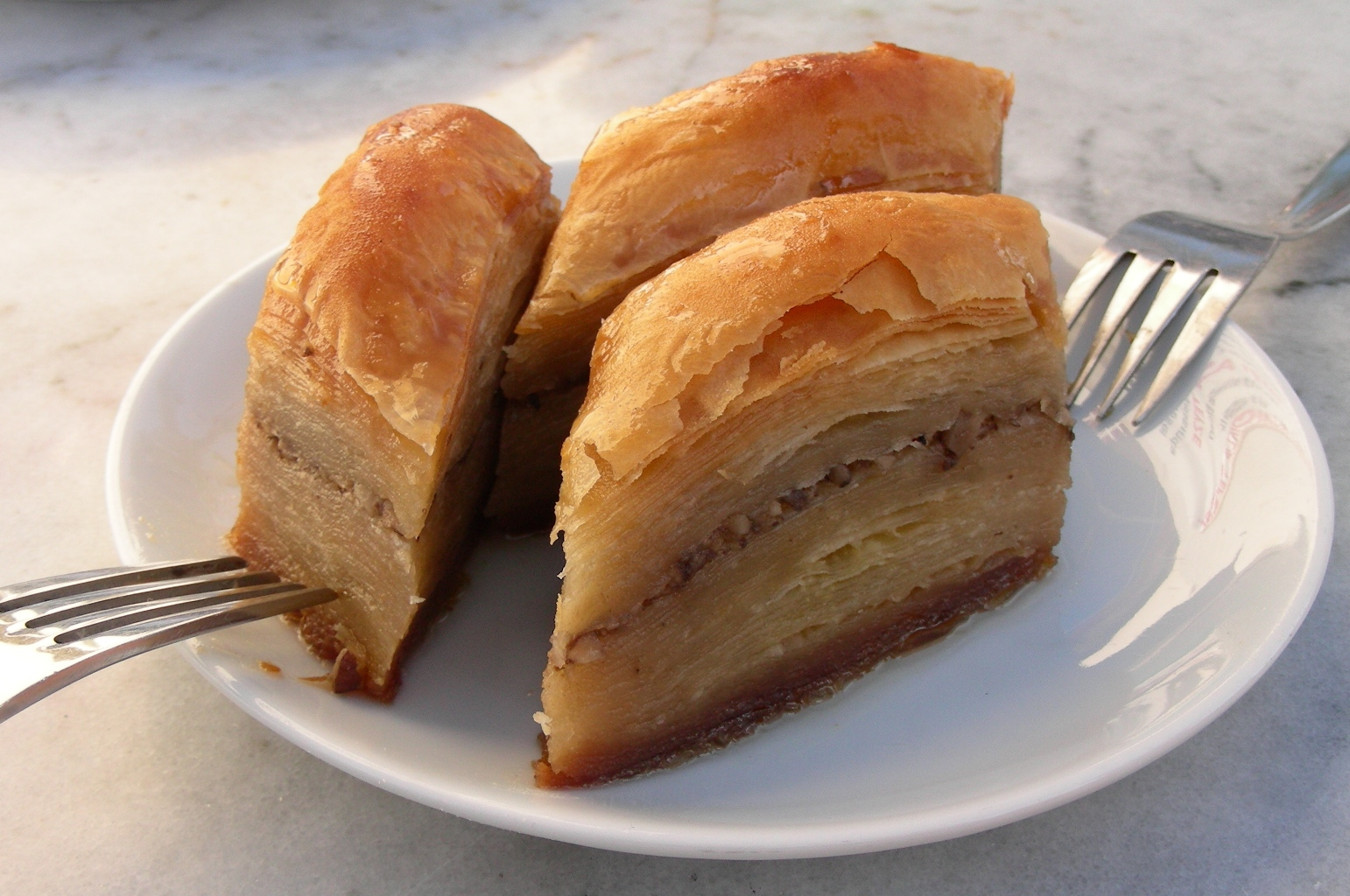
Баклава

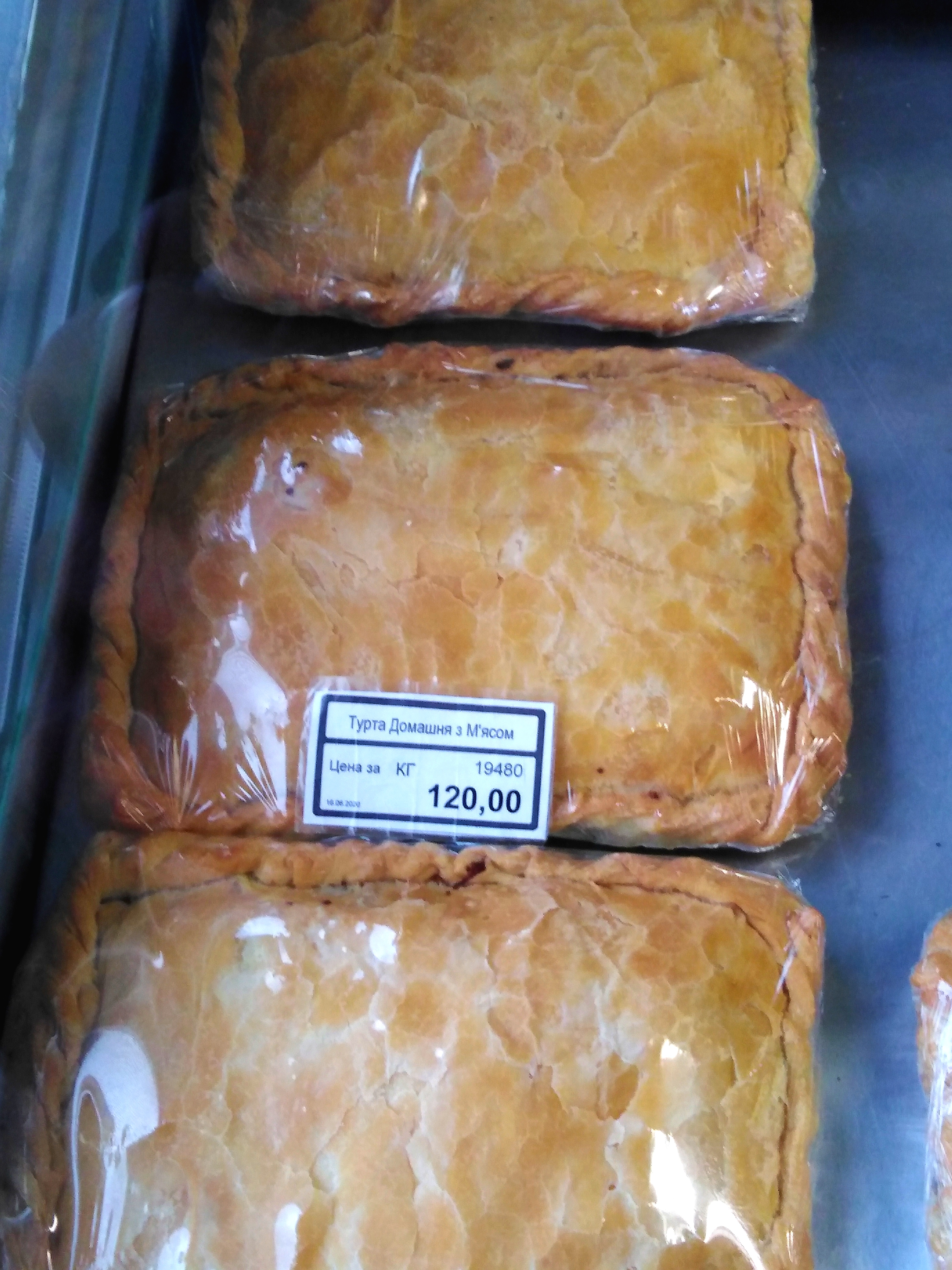
Турта у крамниці Ялти

Серед греків Надазов'я значно поширені страви із листкових коржів (хатмирлифка пітис) або листкового тіста — турта, кубете, шмуш. Ця страва, яка має різні назви, в рівній мірі поширена як серед урумів, так і серед румеїв, з деякими змінами в рецептурі. Польові дослідження зафіксували наступну різницю. Турта (рум.) — листковий пиріг круглої високої форми з начинкою з рису, гарбуза і м'яса, а кубете (урум.) — круглий пиріг з м'ясним фаршем, іноді з додаванням рису. Ще у 30-ті роки XX століття страву готували з сирого баранячого м'яса. Ця традиція пов'язана з кримськими народами. В румейських селах під назвою кубете готується листковий пиріг з сиром.
Шумуш, шмуш (від рум. шимо, шимос — зима) — листковий пиріг, начинений гарбузом і рисом або рисом з м'ясом. Назву свою отримав у зв'язку з тим, що це, в основному, зимова страва. Плаценті — листковий пиріг восьмикутної форми з начинкою з гарбуза. Ця страва ще має назву плічінта — різновид кубіте. Як і пироги, кримське походження має страва баклава — дуже солодке листкове тісто з горіхами (до 18 коржів в один аршин висотою). Чахаймахпіте (урум. чахаймах — сметана) — листкове тісто, змазане сметаною і солодким сиром, яке смажиться на сковороді.
У наш час в грецьких селах печуть слоїсті пироги з різноманітними начинками — з м'ясом — етнен (урум.), ан ту креяс (рум.); повидлом — пестильнен (урум.), ан ту бакмаз (рум.); гарбузом — хабахнан (урум.), ан ту кулундит (рум.); маком — макнан (урум.), ан ту мак (рум); рідше з рибою — балинан (урум.), ан ту псар (рум.). Святкові пироги — каландеши (рум.) йорту-перогу (урум.) зараз можуть бути з різними начинками. Слоїсті пироги найулюбленіші серед греків Надазов'я, як про це говорить прислів'я:
| Трой янт турта (рум.) — їсть, як турту. |
Крім пирогів, серед грецького населення поширені пиріжки з листкового тіста: янтих — з гарбузом і печінкою, з м'ясом — хурма-янтих, шмушича, з фаршем — кюбети, з сиром — хатмери, з м'ясом — янтихи.
Страви з дріжджового тіста менш популярні серед греків Надазов'я. Лухум — виріб з прісного дріжджового тіста, яке розкачувалося як лист, закручувалося в рулон і фігурно нарізалося. Ці шматочки тіста пекли як пиріжки і обливали готові вироби соусом з тертого часнику, солі і рослинної олії.
Узмек — хліб (Мангуш). Рецепт приготування зберігся до сьогодні, і деякі господині готують його і в наш час. Готується він на основі пшеничної опари і дріжджів з хмелю, які закладали звечора в теплу воду, а вранці замішували тісто. Хліб випікали в печі на капустяному листі. Щотижня пекли до 18 хлібин.

## Характерні традиційні страви

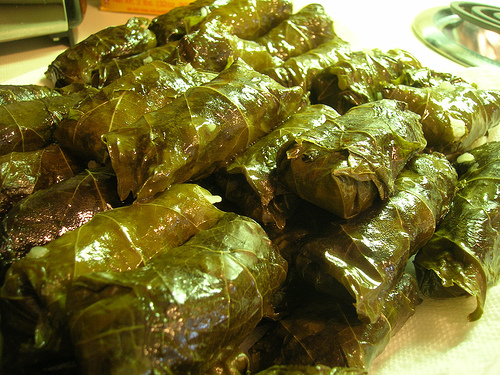
Долма

Серед традиційних страв маріупольських греків поширені фаршировані овочі. Найпопулярніша — долма (від тур. dolma içi — фарширований; грец. ντολμάς). Фаршировані овочі, які були поширені в кримсько-малоазійському регіоні, мають турецькі корені. Найпоширенішими є юмату пипер (рум.), долмуш бибер (урум.) — фарширований перець, а також долма, долмаси, сарма — голубці з м'ясним фаршем. У Криму, звідкіля була завезена ця страва, вона готувалася з використанням виноградного листя, а в Надазов'ї греки почали використовувати листя капусти. З 30-х років XX століття в долму маріупольські греки почали додавати рис. На сьогодні голубці долма серед грецького і слов'янського населення практично не відрізняються, а ось муссака — фаршировані помідори з солоним м'ясом і рисом, підсмажені в олії, поширені лише серед греків. Ця страва під назвою мусака дуже поширена серед греків Греції.

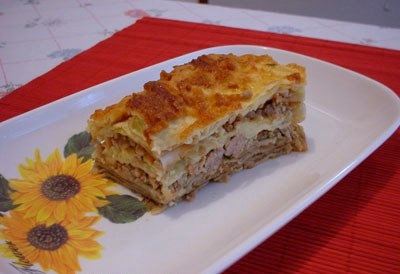
Мусака

В процесі польових досліджень зафіксовані, крім вище описаних, такі страви, поширені в даний час: різогала (рум. від грец. ρυζόγαλο — рисова молочна каша) — рисова каша на молоці, фаи ан ту принц ки ан та стапидъа (рум.) — рисова юшка з родзинками, зерде, зарди, стлюаш (урум.) — рисова молочна запіканка з додаванням родзинок і ванілі. Кіш-кек — каша з пшона або пшениці з м'ясом ягняти, яке обов'язково перед вживанням маринувалося протягом декількох годин. Вживали в їжу її здебільшого взимку. Можливо, звідси і назва (від турец. кış — зима). У наш час це не дуже поширена страва, як і картоплет — м'ясна птиця (індик, качка), фарширована крупою і загорнена в тісто або телятина з цибулею, перцем, морквою. Їжа запікалася з картоплею у чавунній сковороді.
Ще з кримського періоду етнічної історії серед греків дуже популярними були кисломолочні продукти. Каймак (грец. καιμάκι, турец. kaymak — пінка), хаймах — солодка молочна страва з вершків, яка в XIX столітті готувалася у спеціальному широкому казані — лопач, а зберігали її у великих бочках та використовували в період польових робіт. Після зняття каймаку роблять ар'ян. Серед урумів поширений хатих — згущена ряжанка для тривалого зберігання, хатих айран — рідка ряжанка. Використовується і хатих сув — сироватка. Не менш популярні страви з сиру: тирі (рум. від грец. τυρί — сир) — солоний сир для тривалого зберігання, смайя — солодкий сир з молока, що згорнулося, пемр — сир, а також тіропіта (грец. τυρόπιτα) — сирний пиріг, тиритун пита — сирники. Рідкісна страва — татлиск тирі (смт Великий Янісоль) — солодкий сир. Для приготування такого сиру брали висушений пташиний шлунок, подрібнений у порошок, і запускали ним парене молоко, після чого витримували до утворення сиру.

## Солодощі
Серед солодких наїдків був дуже популярним бекмес, бетмез, бакмез — патока, солодка страва, яку варили з м'якоті кавунів. Найпоширеніший спосіб приготування полягав у наступному: в кориті, де лежить «дикий камінь» (найчастіше граніт), що не утворює пісок, розбивають кавуни або дині. Потім м'якоть труть руками, відділяючи від шкарлупи. Потім проціджують і варять у казані сік до темно-коричневого кольору і дуже солодкого смаку. В селі Мангуш кавуни нарізали кубиками, варили, а потім діставали і сушили. Виходили своєрідні цукати — речель. На сьогодні ця страва практично не вживається.
У наш час більшість традиційних страв маріупольських греків готується як у повсякденному житті, так і на свята. Святкові столи відрізняються пишнотою, і звертає на себе увагу той факт, що до грецьких страв додалися слов'янські. Респонденти відзначають дбайливе ставлення молодого покоління до своїх національних кулінарних традицій. Наприклад, в смт Старий Крим у вихідні дні на сніданок обов'язково готують таваши (чебуреки), а на обід — тирму (молочна юшка з яйцем і тістом).